# Eduardo Echeverría
Eduardo Echeverría (ur. 23 czerwca 1939) – gwatemalski strzelec, olimpijczyk. 
Startował na igrzyskach w 1976 roku (Montreal). Zajął 38. miejsce w trapie.

## Wyniki olimpijskie
| Igrzyska | Konkurencja | Wynik       | Miejsce | Źródło |
| -------- | ----------- | ----------- | ------- | ------ |
| IO 1976  | Trap        | 156 punktów | 38.     | [ 1 ]  |